# Коарнеле-Капрей
Коарнеле-Капрей (рум. Coarnele Caprei) — село у повіті Ясси в Румунії. Входить до складу комуни Коарнеле-Капрей.
Село розташоване на відстані 337 км на північ від Бухареста, 44 км на північний захід від Ясс.

## Населення
За даними перепису населення 2002 року у селі проживали 2264 особи, усі — румуни. Рідною мовою 2263 особи (> 99,9%) назвали румунську.